# Khadidja Hamdi
Khadidja Hamdi (arab. خديجة حمدي; zm. 11 lipca 2025 w Hiszpanii) – zachodniosaharyjska aktywistka na rzecz praw człowieka i polityczka. Wieloletnia ministra kultury Sahary Zachodniej, a w latach 1976–2016 pierwsza dama kraju w trakcie rządów Muhammada Abd al-Azizego.

## Życiorys

### Młodość, edukacja i kariera zawodowa
Ukończyła studia na Université d'Oran, zdobywając dyplomy z literatury i filozofii.

### Działalność polityczna
Należała do Frontu Polisario, partii politycznej oraz organizacji niepodległościowej. Jest również działaczką jej kobiecej frakcji – Unión Nacional de Mujeres Saharauis (UNMS).
W 2001 była członkinią parlamentu kraju – Saharyjskiej Rady Narodowej. W 2003 jako pierwsza dama przewodniczyła delegacji zachodniosaharyjskiego parlamentu do Algierii. Nie znalazła się na liście osób, które wygrały w wyborach w Saharze Zachodniej w 2020 roku.
Pełniła funkcję ministry kultury Saharyjskiej Arabskiej Republiki Demokratycznej od co najmniej 2009 roku w administracji Muhammada Abd al-Azizego. Chatriego ad-Dauha oraz Ibrahima Ghaliego. W 2014 roku była jedną z czterech kobiet we władzach kraju.
W 2013 skrytykowała władze Maroka za cenzurowanie mediów w trakcie procesu 24 zachodniosaharyjskich więźniów.

### Pozostała działalność
Przez wiele dekad angażowała się we wspieranie działań pomocowych dla uchodźców, zarówno w ramach działań ministerialnych oraz prywatnie. Była przewodniczącą delegacji Sahary Zachodniej w trakcie wielu konferencji i wydarzeń poświęconych kulturze arabskiej oraz afrykańskiej, a także prawom człowieka i prawom kobiet. Należała do l'Union nationale des femmes sahraouies, stowarzyszenia zachodniosaharyjskich działaczek na rzecz praw kobiet. W 2003 roku jako pierwsza dama przewodniczyła delegacji zachodniosaharyjskiego parlamentu do Algierii. Była autorką książek.

### Kontrowersje
W 2011 roku Hamdi oraz Mohamed Lamine El Bouhali, ówczesny minister obrony, zostali oskarżeni o złe zarządzanie majątkiem kraju oraz marnowanie międzynarodowych darowizn humanitarnych.

### Życie prywatne
Jej mężem był Muhammad Abd al-Aziz, drugi prezydent Saharyjskiej Arabskiej Republiki Demokratycznej w latach 1976–2016 (do swojej śmierci). Miała szóstkę dzieci.